# Scottish Third Division 2012/13
Die Scottish Football League Third Division wurde 2012/13 zum insgesamt 19. und letzten Mal unter diesem Namen ausgetragen. Es war zudem die letzte Austragung der Third Division als nur noch vierthöchste schottische Liga. Zur neuen Saison erhielt die Liga den Namen Scottish League Two und war weiterhin vierthöchste Spielklasse. In der vierthöchsten Fußball-Spielklasse der Herren in Schottland traten in der Saison 2012/13 10 Vereine in insgesamt 36 Spieltagen gegeneinander an. Jedes Team spielte jeweils viermal gegen jedes andere. Bei Punktgleichheit zählte die Tordifferenz, vor dem direkten Vergleich.
Die Meisterschaft gewannen die Glasgow Rangers, die sich damit den Aufstieg und die Teilnahme an der League-One-Saison 2013/14 sicherten. Die Glasgow Rangers waren zu Saisonbeginn aus der Scottish Premier League in die Third Division neu eingegliedert worden, da sie aus der Scottish Premier League ausgeschlossen und daraufhin in der Scottish Football League aufgenommen wurden. Deren Statuten entsprechend begannen sie wie jedes neu aufgenommene Mitglied in der Scottish League Two. An den Aufstieg-Play-offs nahmen der FC Peterhead, der FC Queen’s Park und die Berwick Rangers teil. Torschützenkönig mit 22 Treffern wurde Andrew Little von den Glasgow Rangers.

## Vereine

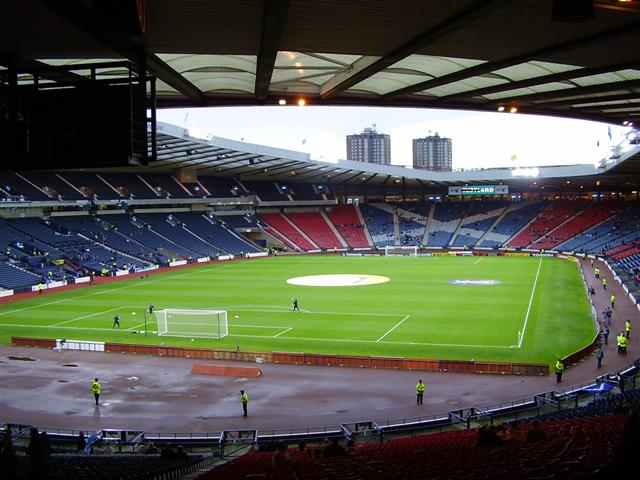
Blick in den Hampden Park

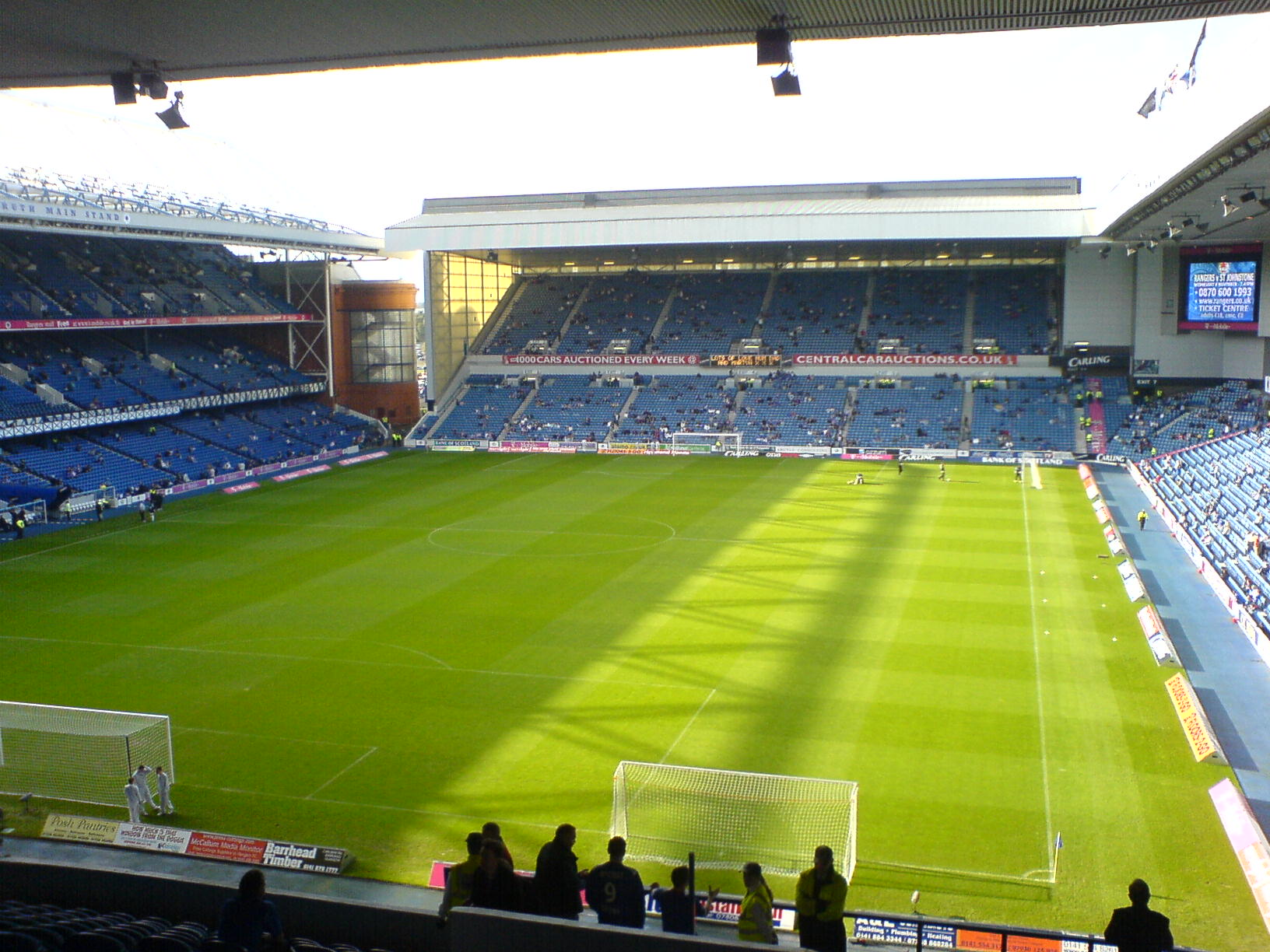
Blick in das Ibrox Stadium

| Verein                | Stadt              | Stadion           | Kapazität |
| --------------------- | ------------------ | ----------------- | --------- |
| Annan Athletic        | Annan              | Galabank          | 03.500    |
| Berwick Rangers       | Berwick-upon-Tweed | Shielfield Park   | 04.131    |
| FC Clyde              | Cumbernauld        | Broadwood Stadium | 08.029    |
| Elgin City            | Elgin              | Borough Briggs    | 03.927    |
| FC East Stirlingshire | Falkirk            | Ochilview Park    | 03.776    |
| FC Montrose           | Montrose           | Links Park        | 03.292    |
| FC Peterhead          | Peterhead          | Balmoor Stadium   | 04.000    |
| FC Queen’s Park       | Glasgow            | Hampden Park      | 52.500    |
| Glasgow Rangers       | Glasgow            | Ibrox Stadium     | 50.987    |
| Stirling Albion       | Stirling           | Forthbank Stadium | 03.808    |

## Statistiken

### Abschlusstabelle
| Pl. | Verein                | Sp. | S  | U  | N  | Tore    | Diff. | Punkte |
| --- | --------------------- | --- | -- | -- | -- | ------- | ----- | ------ |
| 1.  | Glasgow Rangers (A 1) | 36  | 25 | 8  | 3  | 087:290 | +58   | 83     |
| 2.  | FC Peterhead          | 36  | 17 | 8  | 11 | 052:280 | +24   | 59     |
| 3.  | FC Queen’s Park       | 36  | 16 | 8  | 12 | 060:540 | +6    | 56     |
| 4.  | Berwick Rangers       | 36  | 14 | 7  | 15 | 059:550 | +4    | 49     |
| 5.  | Elgin City            | 36  | 13 | 10 | 13 | 067:690 | −2    | 49     |
| 6.  | FC Montrose           | 36  | 12 | 11 | 13 | 060:680 | −8    | 47     |
| 7.  | Stirling Albion (A)   | 36  | 12 | 9  | 15 | 059:580 | +1    | 45     |
| 8.  | Annan Athletic        | 36  | 11 | 10 | 15 | 054:650 | −11   | 43     |
| 9.  | FC Clyde              | 36  | 12 | 4  | 20 | 042:660 | −24   | 40     |
| 10. | FC East Stirlingshire | 36  | 8  | 5  | 23 | 049:970 | −48   | 29     |

Platzierungskriterien: 1. Punkte – 2. Tordifferenz – 3. geschossene Tore – 4. Direkter Vergleich (Punkte, Tordifferenz, geschossene Tore)
| Saison 2012/13 |

| Zum Saisonende 2011/12 |                                   |
| (A)                    | Absteiger aus der Second Division |

## Die Aufstiegsmannschaft der Glasgow Rangers
(Berücksichtigt wurden Spieler mit mindestens einem Einsatz; in Klammern sind die Einsätze und Tore angegeben)
| Glasgow Rangers | |
|                 | - Tor: Neil Alexander (36/0) - Abwehr: Anestis Argyriou (20/0), Carlos Bocanegra (3/0), Kirk Broadfoot (2/0), Darren Cole (3/0), Emílson Sánchez Cribari (26/0), Sébastien Faure (18/1), Luca Gasparotto (4/0), Dorin Goian (2/0), Chris Hegarty (24/0), Ross Perry (17/0), Lee Wallace (33/3) - Mittelfeld: David Templeton (24/15), Lewis Macleod (21/3), Kyle Hutton (27/2), Ian Black (29/2), Robbie Crawford (21/4), Tom Walsh (1/0), Andy Murdoch (1/0), Andrew Mitchell (7/0), Fraser Aird (19/3), Barrie McKay (31/1), Danny Stoney (3/0), Lee McCulloch (28/17), Dean Shiels (21/7) - Angriff: Andrew Little (28/22), Kal Naismith (17/1), Francisco Sandaza (15/2), Kevin Kyle (8/2), Kane Hemmings (5/1) - Trainer: Ally McCoist |